# Slezský Kočov

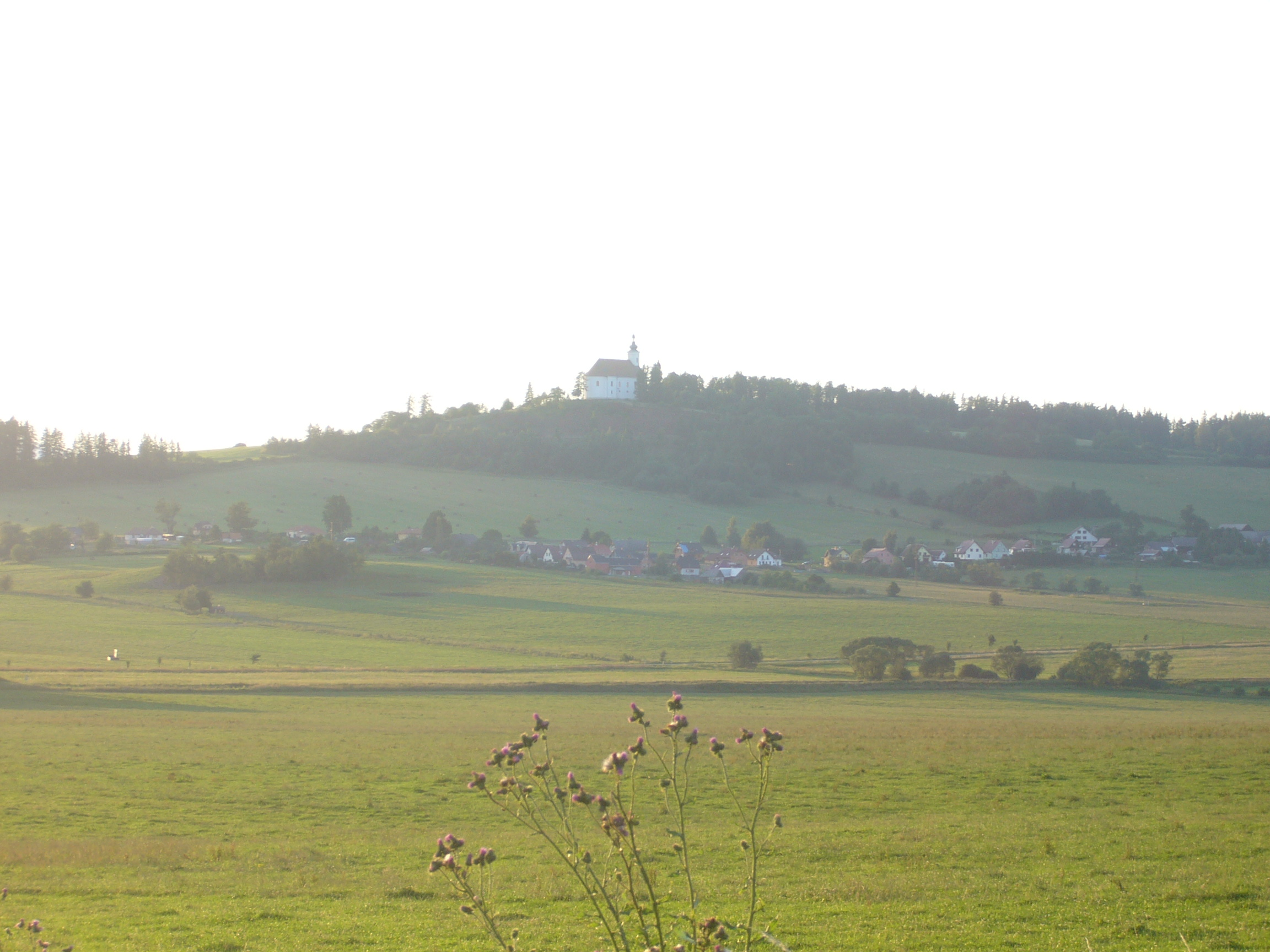
Blick von Mezina auf Slezský Kočov, im Hintergrund der Uhlířský vrch

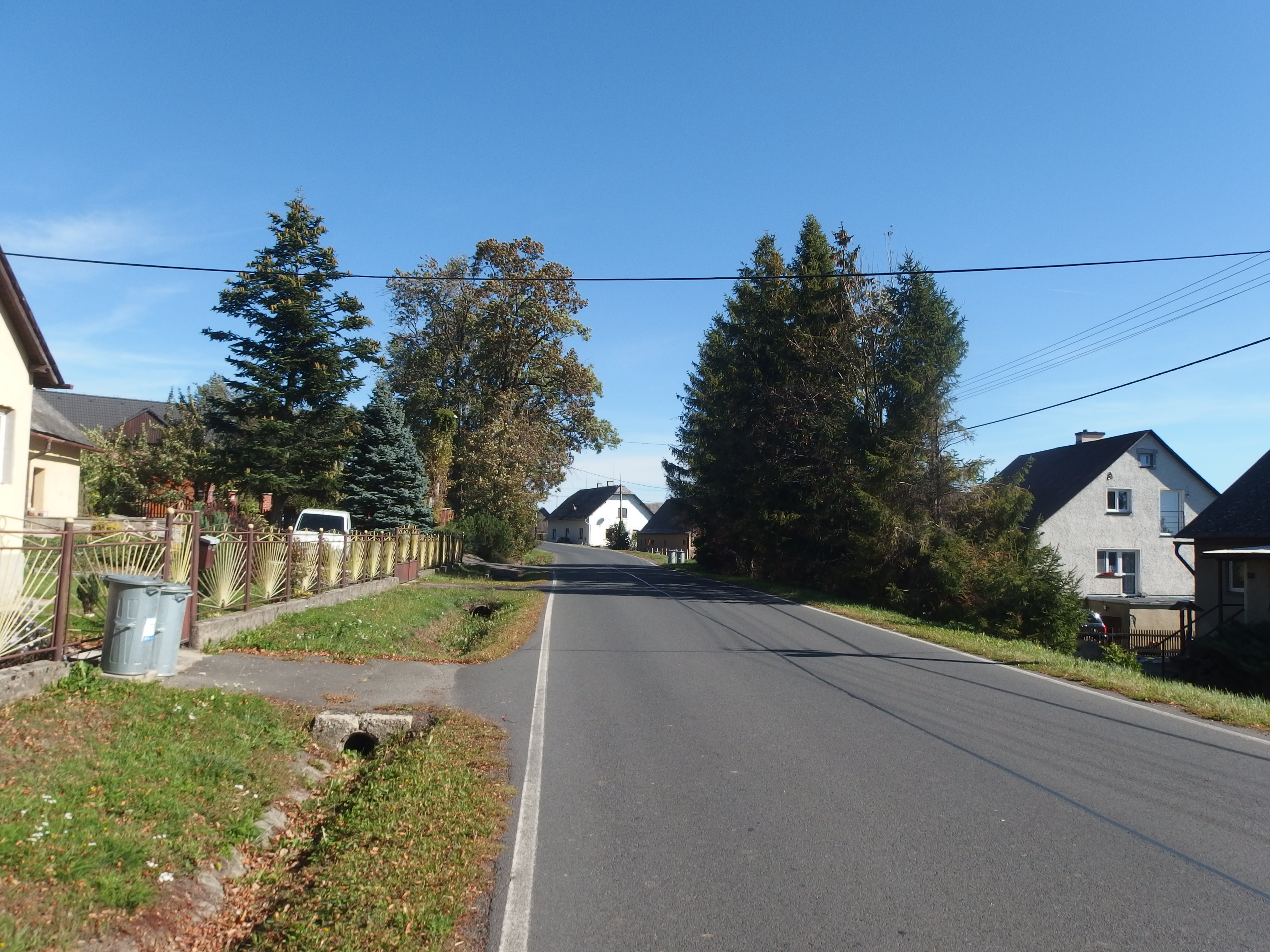
Dorfstraße

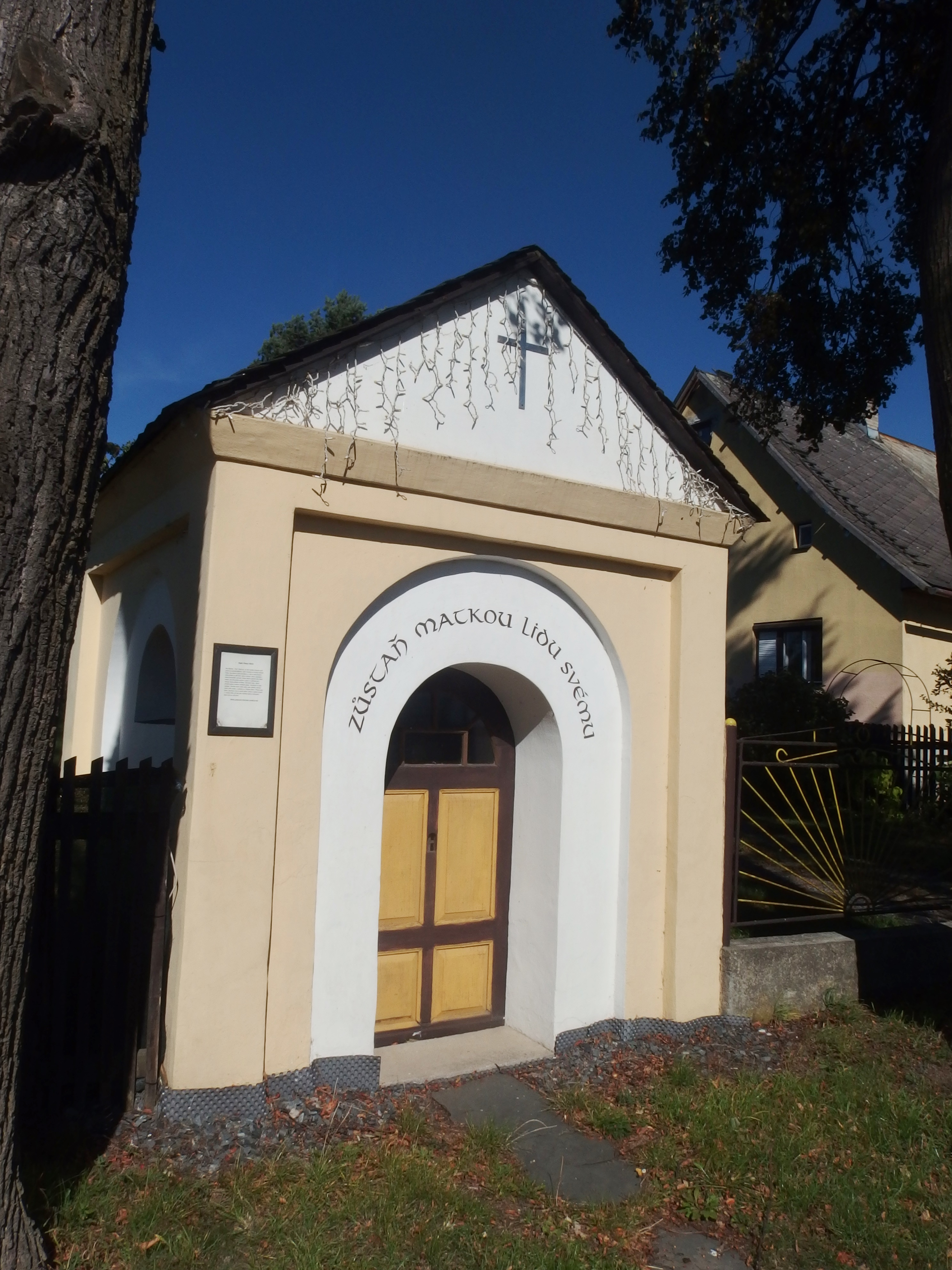
Kapelle der Jungfrau Maria

Slezský Kočov (deutsch Schlesisch Kotzendorf) ist ein Ortsteil der Gemeinde Moravskoslezský Kočov in Tschechien. Er liegt zweieinhalb Kilometer südwestlich von Bruntál (Freudenthal) und gehört zum Okres Bruntál.

## Geographie
Slezský Kočov befindet sich am südöstlichen Fuße des Uhlířský vrch (Köhlerberg, 672 m n.m.) im Niederen Gesenke (Nízký Jeseník). Im Südosten erhebt sich die Venušina sopka (Venusberg, 654 m n.m.), südwestlich der Uhlířský kopec (631 m n.m.). An der östlichen Gemarkungsgrenze verläuft die Staatsstraße I/45 zwischen Dětřichov nad Bystřicí (Dittersdorf an der Feistritz) und Bruntál, dahinter die Bahnstrecke Olomouc–Opava východ.
Nachbarorte sind Staré Město (Altstadt) im Norden, Bruntál, Jelení (Wockendorf) und Nové Pole (Neufeld) im Nordosten, Mezina (Messendorf) im Osten, Karlovec (Karlsberg) und Nová Pláň (Neurode) im Südosten, Valšov (Kriegsdorf) und Moravský Kočov (Mährisch Kotzendorf) im Süden, Dolní Václavov (Nieder Wildgrub) im Westen sowie Nová Rudná (Neu Vogelseifen), Stará Rudná (Alt Vogelseifen) und Nová Véska (Neudörfel) im Nordwesten.

## Geschichte
1538 veräußerten die Brüder Lhotský von Ptení das Dorf und die Veste Kotzendorf an Joachim Rozhon von Koptschitz (Jáchym Rožhoň z Kopřic), der 1544 nördlich von Kočov am Fuße des Köhlerberges einen neuen Meierhof – den Oberhof – anlegen ließ. Im Jahre 1609 erwarben die Grafen von Würben und Freudenthal das Gut und vereinigten es wieder mit ihrer Herrschaft Freudenthal. Wegen der Unterstützung des Böhmischen Ständeaufstands von 1618 durch Johann d. J. von Würben und Freudenthal wurde die schlesische Herrschaft Freudenthal nach der Schlacht am Weißen Berg konfisziert und 1621 an den Deutschen Orden verkauft. Der Deutschritterorden trennte das Gut Kutzendorf mit der Veste nach 1623 wieder von der Herrschaft Freudenthal ab und schlug es seiner mährischen Herrschaft Eulenburg zu; lediglich der Oberhof verblieb bei Freudenthal.
1766 ließ der Deutsche Orden den Oberhof parzellieren und auf dessen Fluren eine neue Siedlung anlegen, die ebenso wie das mährische Dorf mit Kotzendorf bezeichnet wurde. Die Unterscheidung des Ortsnamens zwischen Mährisch Kotzendorf und Schlesisch Kotzendorf erfolgte erst im 19. Jahrhundert. Für die schlesische Kolonie ist 1807 erstmals der Name Schlesisch Kotzendorf nachweislich.
Im Jahre 1835 bestand die sich an das gleichnamige mährische Dorf anschließende und zum Amt Freudenthal gehörige Kolonie Kotzendorf aus 14 Häusern mit 76 deutschsprachigen Einwohnern, die vom Tagelohn und Ackerbau lebten. Pfarr- und Schulort war (Mährisch) Kotzendorf. Bis zur Mitte des 19. Jahrhunderts blieb Kotzendorf der Minderherrschaft Freudenthal untertänig.
Nach der Aufhebung der Patrimonialherrschaften bildete Schlesisch Kotzendorf ab 1849 eine Ansiedlung der Stadt Freudenthal im Gerichtsbezirk Freudenthal. 1869 wurde Schlesisch Kotzendorf dem Bezirk Freudenthal zugeordnet. Zu dieser Zeit hatte die Siedlung 197 Einwohner und bestand aus 24  Häusern. Seit 1871 wurde auch der tschechische Name Slezský Kocov verwendet, der 1894 in Slezský Kočov abgeändert wurde. Im Jahre 1900 lebten in Schlesisch Kotzendorf 177 Personen, 1910 waren es 142. Nach dem Zusammenbruch der k.k. Monarchie wurde der Ort 1918 Teil der neu gebildeten Tschechoslowakei. Beim Zensus von 1921 lebten in den 25 Häusern von Schlesisch Kotzendorf / Slezský Kočov 133 Personen, davon 130 Deutsche. Im Jahre 1930 bestand Schlesisch Kotzendorf aus 25 Häusern und hatte 129 Einwohner. Nach dem Münchner Abkommen wurde die Siedlung 1938 dem Deutschen Reich zugesprochen und gehörte bis 1945 zum Landkreis Freudenthal. Nach dem Ende des Zweiten Weltkrieges wurde Slezský Kočov wieder Teil der Tschechoslowakei. Die deutschsprachige Bevölkerung wurde 1946 größtenteils vertrieben und der Ort  mit Tschechen wiederbesiedelt. Im Jahre 1949 erfolgte der Zusammenschluss von Moravský Kočov und Slezský Kočov zu einer Gemeinde Kočov, die dem Okres Bruntál zugeordnet wurde. 1950 lebten in den 21 Häusern von Slezský Kočov nur noch 57 Personen. Am 1. Januar 1967 wurde Kočov nach Bruntál eingemeindet. Im Jahre 1970 hatte Slezský Kočov 70 Einwohner.
Am 24. November 1990 lösten sich Moravský Kočov und Slezský Kočov von Bruntál los und bildeten eine eigene Gemeinde mit dem Namen Moravskoslezský Kočov. Im Jahre 1991 hatte Slezský Kočov 138 Einwohner und bestand aus 30 Häusern. Seit dem 26. Juni 1997 wird Slezský Kočov als Ortsteil von Moravskoslezský Kočov geführt. Beim Zensus von 2011 lebten in den 40 Häusern von Slezský Kočov 118 Personen.

## Gemeindegliederung
Der Ortsteil Slezský Kočov bildet einen Katastralbezirk.

## Sehenswürdigkeiten
- Wallfahrtskirche „Maria Hilf“ auf dem Uhlířský vrch (Köhlerberg)
- Historischer Grenzstein zwischen Moravský Kočov und Slezský Kočov
- Kapelle der Jungfrau Maria, sie wurde 2002 saniert und neu geweiht
- Steinernes Wegkreuz beim Haus Nr. 159